# Manneke Pop
Manneke Pop was een Nederlands radioprogramma van de KRO dat van 7 januari 1981 tot en met 28 september 1983 op Hilversum 3 op de vaste KRO-woensdag van 7:00 tot 8:30 uur (januari-september 1981 9.00 uur) werd uitgezonden en werd gepresenteerd door de Vlaamse dj Peter van Dam en geregisseerd werd door Ton Zandkamp. Het programma verving het programma "Des Engels" van Vincent van Engelen, de naam van het programma is een verwijzing naar de Vlaamse achtergrond van Van Dam.

## Geschiedenis
Peter van Dam was vanaf begin 1977 in Nederland op Hilversum 3 eerst werkzaam voor de TROS met Nachtwacht en van 1978 tot 1979 als invaller bij de TROS Top 50, daarna voor de AVRO op Hilversum 3 waar hij het programma Een Rondje voor Nederland presenteerde. 

### Concept
De begintune klonk als volgt: Eerst een damesstem  met de woorden "KRO Hilversum 3", dan een mannenstem met de woorden "Peter van Dam" en vervolgens een damesstem met een zwaar Frans accent die "Manneke Pop op woensdagmorgen bij de KRO op Hilversum trois" zei en vervolgens de stem van Ernie met telkens de woorden KRO.  
Op 5 oktober 1983 werd het programma vervangen door Het leven begint na zeven met Peter Koelewijn die als dj door de KRO was aangetrokken om de concurrentie met Veronica op Hilversum 1 aan te gaan. Van Dam presenteerde toen het hardrockprogramma Komt er nog wat van? in de middag van 15:00 tot 17:00 uur. Op 1 december 1985 keerde Manneke Pop terug en werd toen uitgezonden op de vaste KRO-zondag van 17:00 tot 19:00 uur op vanaf dan Radio 3.
Een vast onderdeel van het programma toen het op Hilversum 3 werd uitgezonden, was het na de eerste plaat even na 7:00 uur uit bed bellen van een klassenleraar. Leerlingen konden een briefkaart inzenden met het telefoonnummer van hun klassenleraar en als hij/zij dan de telefoon binnen een bepaald aantal seconden opnam moest hij/zij raden welke leerlingen het kaartje hadden ingestuurd. In het programma Gesodemeurders van de VARA werd ook iemand uit bed gebeld, maar niet een klassenleraar maar een willekeurig iemand die men kon opgeven, waarbij dan beiden een wekker konden winnen. Om 7:30 en 8:30 uur was er een uitzending van de actualiteitenrubriek Echo met onder meer een overzicht uit de ochtendkranten.  
Andere vaste onderdelen waren 'het vergeten vinyl' waarbij Van Dam het verhaal achter een bepaalde plaat vertelde, om 8:30 uur de mening van "Opa Bakema", om 8.45 uur was er aandacht aan de zuiderburen met muziek uit Vlaanderen en er was sociale informatie in de vorm van een radiostrip. 
Het programma stond bekend om het draaien van relatief veel progressieve popmuziek vergeleken met andere omroepen (behalve VARA en VPRO). In juni 1986 stopte het programma definitief bij de KRO op Radio 3, maar in de jaren 90 kwam Van Dam met het programma enkele jaren terug bij de commerciële radiozender Radio 10 Gold. 
Vanaf april 2006 had Van Dam een tijd lang wekelijks het programma Manneke Pop op KX Radio. Op 16 oktober 2006 was Manneke Pop voor het eerst via de webstream van zijn website te horen en vanaf 14 november 2006 op werkdagen via diverse Vlaamse FM-zenders. Daarna bleef Van Dam nog tot 24 oktober 2014 als "Manneke Pop" elke werkdag van 18:00 tot 19:00 een livestream uitzenden via internet.